# Grifo

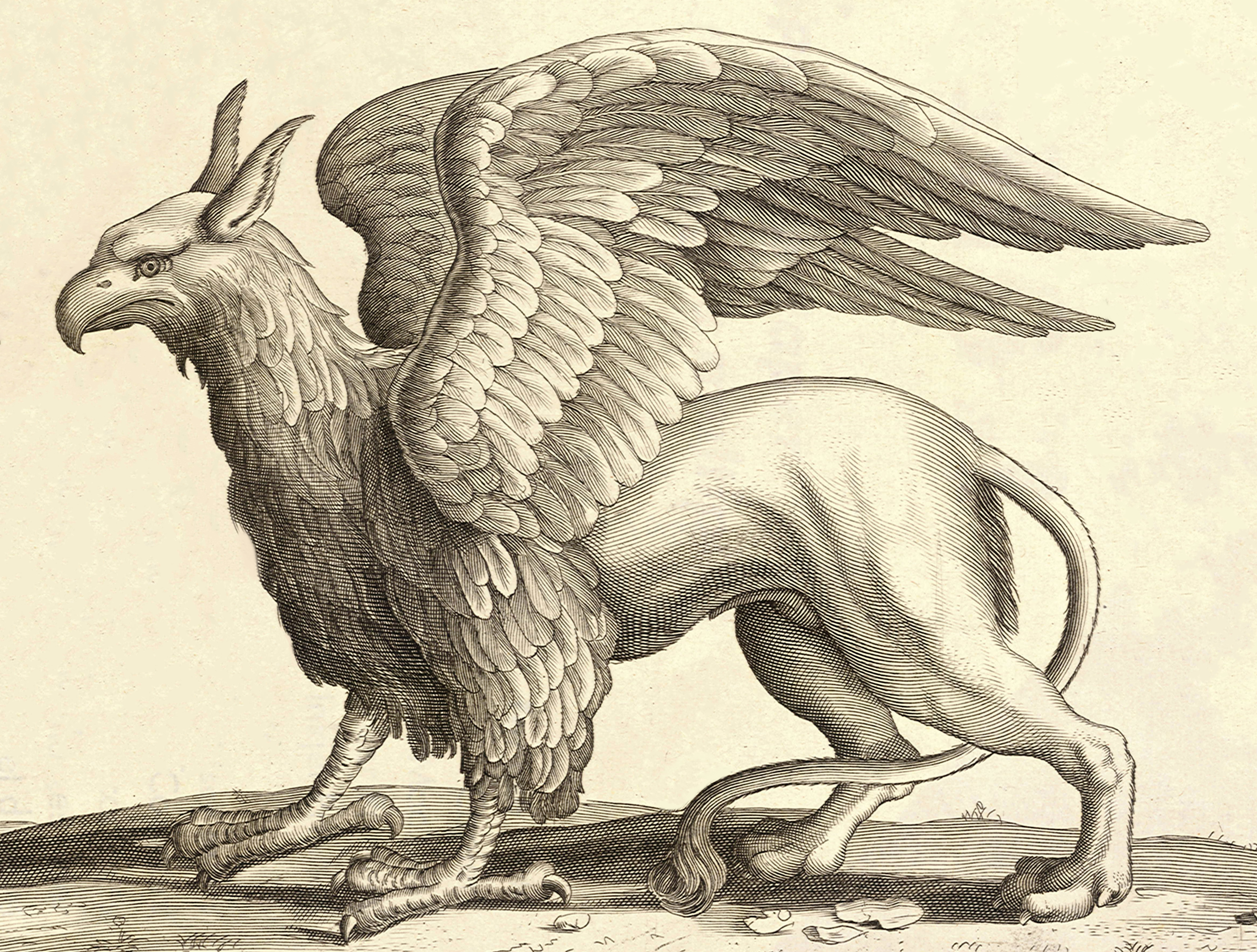
Um grifo, detalhe de uma gravura de Wenceslas Hollar, século XVII

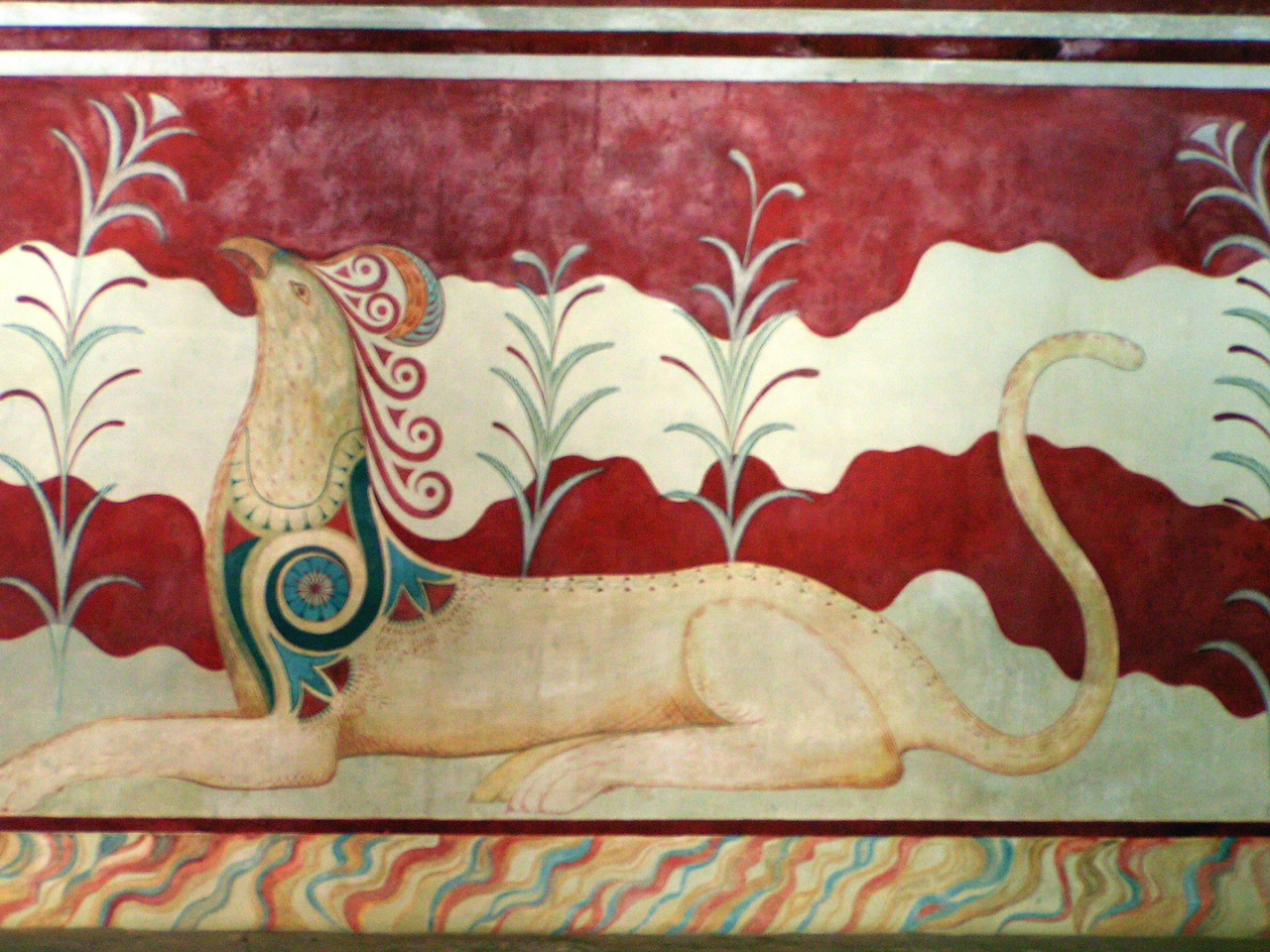
Afresco de grifo restauradon ―Na Sala do Trono, Palácio de Cnossos, Crete, original da Idade do Bronze

Grifo (/ˈɡɾɪfu/; Grego Antigo: γρύψ, gryps; Latim Clássico: grȳps or grȳpus; Latim Tardio e Medieval: gryphes, grypho etc.; Francês Antigo: griffon) é uma criatura lendária de origens asiáticas milenares. Sua descrição mais corrente o mostra como um híbrido metade águia e metade leão, mas foi uma imagem comum em uma ampla gama de civilizações do Oriente e Ocidente, onde sua representação e atributos variaram significativamente. No Oriente, no Egito e na Grécia arcaica manteve durante longos séculos uma forte ligação com o sagrado, sendo representante de deuses e invocado em rituais e cerimônias, associado à justiça, à luz e à autoridade divinas e ao ciclo da morte e renascimento. 
No Ocidente tem se mantido como um apreciado ícone desde seu aparecimento nos primórdios da civilização grega, mas já no período clássico havia quem duvidasse da sua existência. Permanece até hoje, porém, num lugar destacado entre os animais fabulosos no imaginário popular, na arte e no folclore, além de desempenhar um papel na cultura como alegoria e símbolo, aparecendo em uma infinidade de representações visuais e obras literárias, geralmente associado a conceitos de poder, força, dignidade e proteção.
Os grifos também tem contrapartes no folclore e na mitologia finlandesa. Dependendo do nome, os grifos finlandeses podem ser espíritos que guardam tesouros escondidos no subsolo ou pode ser capangas de magos, assumindo a forma de pássaros gigantes.

## Nomenclatura

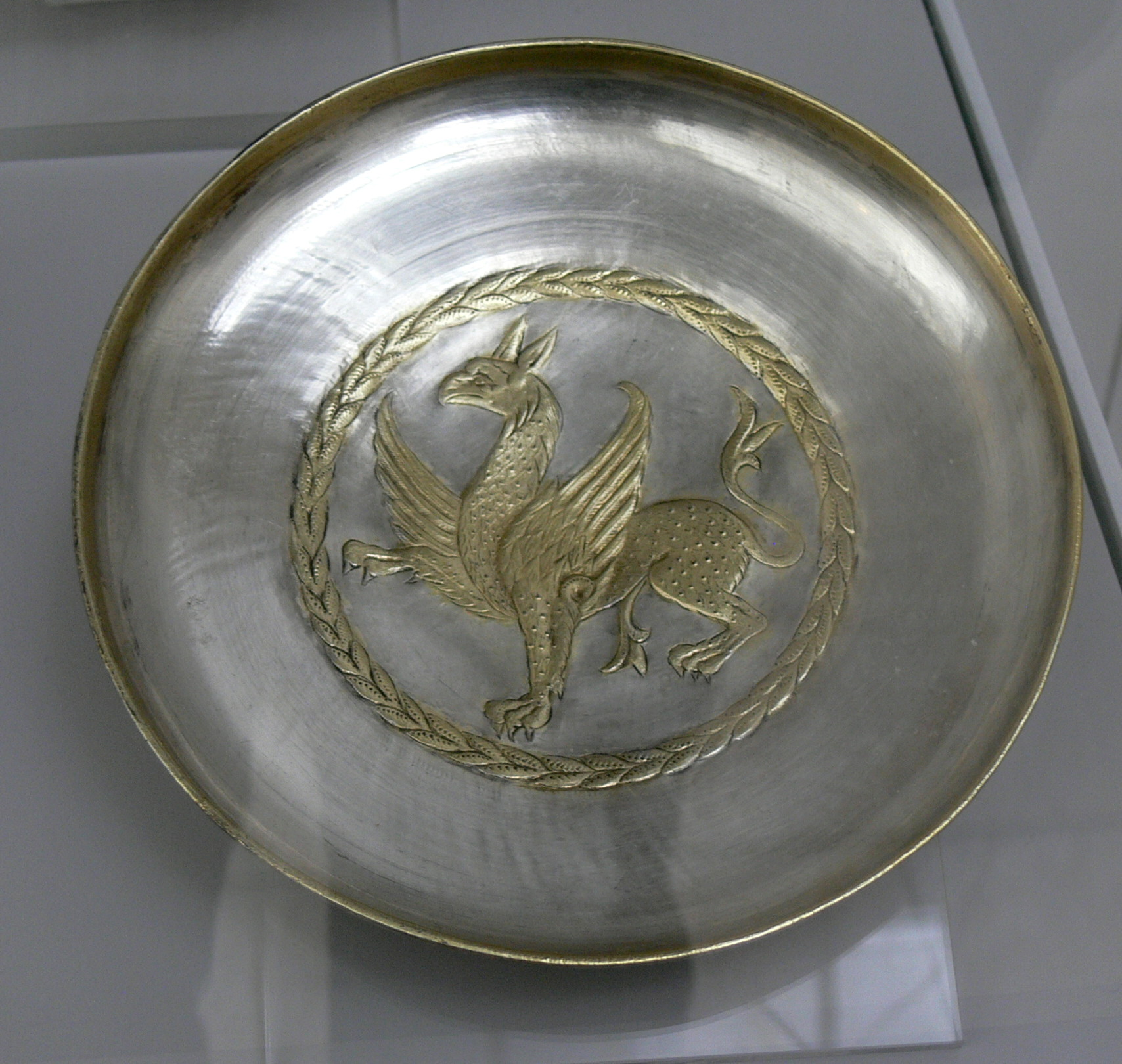
Tigela sassânida com grifo sentado, prata reluzente, do Irã.

### Etimologia
A derivação desta palavra permanece incerta. Pode estar relacionado com a palavra grega γρυπός (grypos), que significa 'curvo', ou 'gancho'. grego γρύφ (gryph) de γρύφ 'nariz de gancho' é sugerido.
Também poderia ter sido uma palavra emprestada da Anatólia derivada de uma língua semítica; compare a palavra hebraica para querubim כרוב (kerúv).

### Nomes persas
Na língua persa moderna, o grifo passou a ser chamado de shirdal (em persa: شیردال), que significa 'águia-leão'. No entanto, a prática de se referir a antigos objetos ou monumentos de grifos iranianos como shirdal não é seguida por outros estudos arqueológicos atuais (por exemplo, aqui).
Possíveis nomes iranianos antigos ou médios para a criatura foram discutidos. O persa médio Sēnmurw na cultura sassânida era uma criatura composta fabulosa. O termo Sēnmurw é reconhecido como o ancestral etimológico de simurgh, que é geralmente considerado como um pássaro mitológico (em vez de um composto) na literatura persa medieval posterior, embora alguns argumentem que este pássaro pode ter se originado do grifo-leão da Mesopotâmia.

## Origem e dispersão

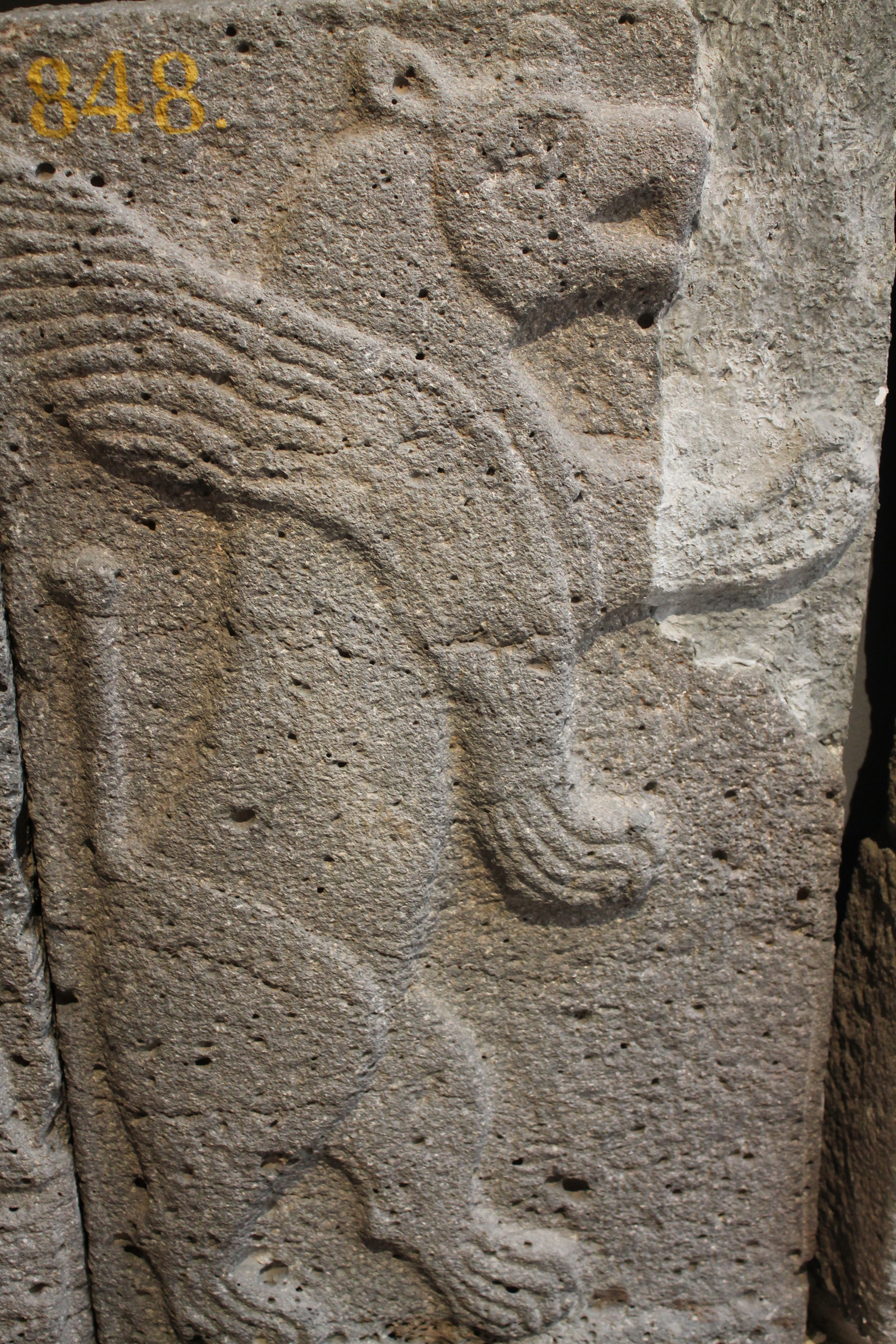
Um grifo em um relevo da cultura hitita

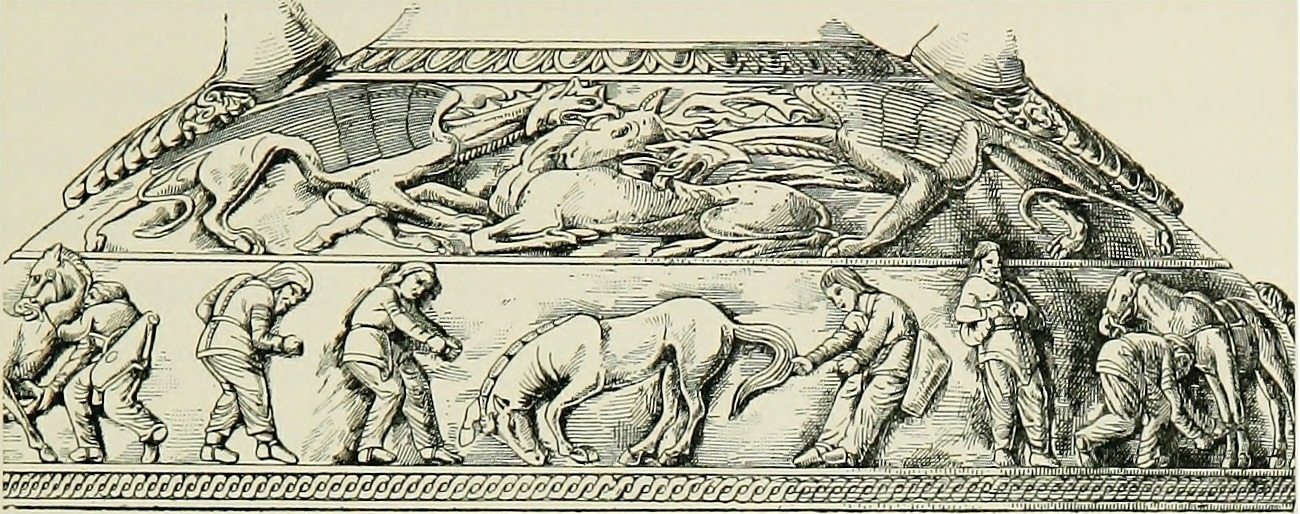
Reprodução da decoração de uma ânfora da Cítia com dois grifos atacando um cavalo

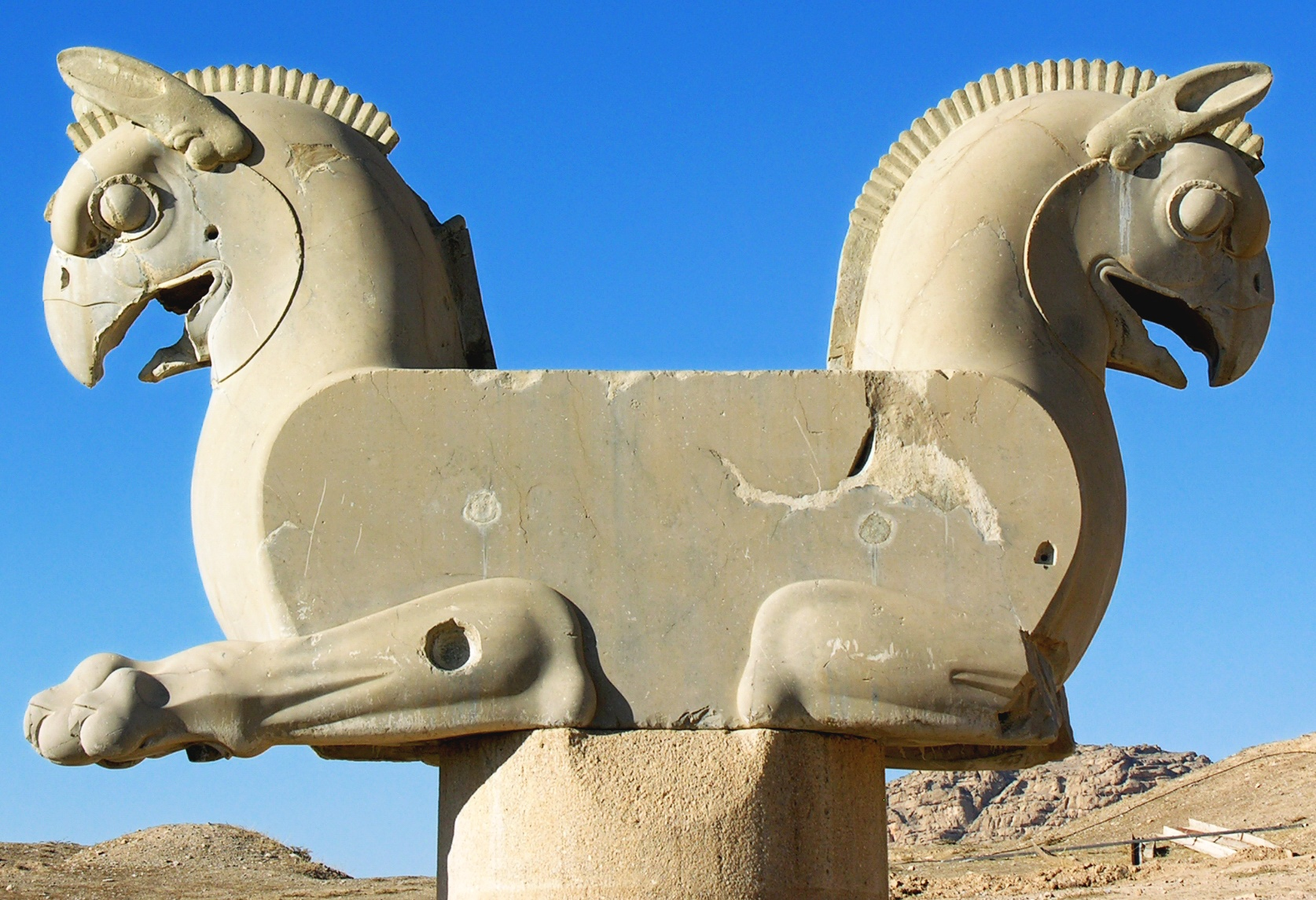
Capitel de coluna com cabeças de grifo em palácio da antiga Persépolis

Não se sabe ao certo qual a origem da figura do grifo, sendo propostas várias teorias. A que recebeu maior aceitação diz que a figura possivelmente é uma interpretação fabulosa de ossadas de dinossauros vistas por povos pré-históricos. Há evidências de que a criatura já estava presente na mitologia de povos nômades pré-históricos que viviam na região das Montanhas Altai.
Os mais antigos registros iconográficos foram encontrados no Egito e Elão, a leste da Mesopotâmia, em meados do IV milênio a.C., e depois a figura se dispersou em uma larga área do Oriente Próximo, incluindo a Mesopotâmia, Síria e Anatólia, com datações que variam de três a dois mil anos a.C. O grifo pertence a uma grande família de seres híbridos alados encontrados nessas civilizações antigas, que incluem a esfinge, o touro alado, o leão alado, homens alados com cabeças de ave e suas variantes.
No Antigo Egito a figura parece ter derivado de combinações variáveis do leão, do falcão e da esfinge, atestadas desde o período pré-dinástico, e em sua forma clássica o mais antigo registro foi encontrado na Tumba Abusir, da 5ª Dinastia (2491–2477), onde o faraó é representado sob a forma de grifo derrotando seus inimigos. O grifo egípcio é também interpretado como uma manifestação do deus Hórus, que tinha a função de proteger os faraós, além de ter funções de guardião de lugares sagrados e das fronteiras entre o mundo visível e invisível. Foi associado ao poder real e, através da sua condição de símbolos dos deuses Osíris e Seth, aos pares de opostos luz/trevas e vida/morte. Aparecem descritos num papiro como os seres mais poderosos da Terra e como representantes da dividade solar, e em tal qualidade eram os dispensadores de bênçãos e executores da vontade divina.
O grifo egípcio parece ter sido uma das origens das formas primitivas dos querubins e serafins da tradição semita e palestina, pois as palavras usadas para descrevê-los nos textos mais antigos parecem derivar de uma mesma raiz, assim como parecem ter desempenhado funções semelhantes no mito. Na Síria aparecem várias vezes em cilindros de argila com uma crista a partir do II milênio a.C., e se tornaram um motivo proeminente na arte assíria e mitanita, onde as características leoninas predominaram e seu simbolismo estava ligado à destruição, possivelmente associado ao poder régio.
Foi também particularmente comum na Pérsia desde o Império Aquemênida, assim como em parte da Índia e regiões asiáticas influenciadas pelo zoroastrianismo e o lamaísmo, sendo um personagem importante em festividades, sacrifícios e rituais e na mitologia relacionada à morte e sepultamento, pois como predadores terríveis eram os responsáveis simbólicos pela destruição do corpo possibilitando o renascimento espiritual. Neste sentido sua imagem muitas vezes era fundida à de outros animais necrófagos, como os lobos e abutres, e nas tradições orais e literárias persas seu caráter régio, benéfico e miraculoso é invariavelmente enfatizado. Também eram-lhes atribuídas qualidades como mediadores entre o céu e a terra e guardiães e protetores contra a calúnia, o mau-olhado e a feitiçaria.

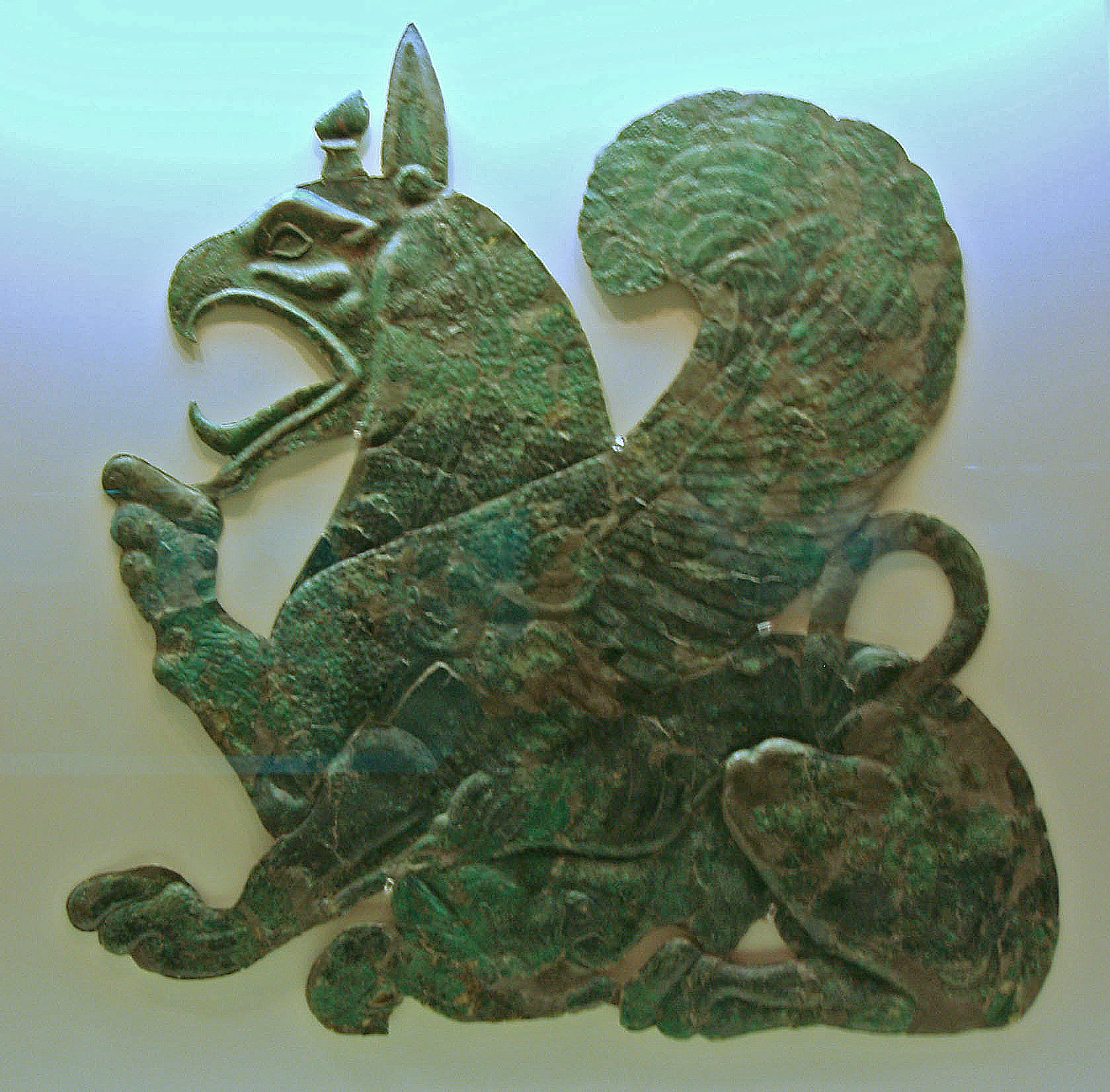
Placa de bronze grega do período arcaico

A figura foi introduzida na cultura minoica provavelmente através da Síria por meio de imagens em tecidos, e na Grécia continental se consolidou a imagem clássica ocidental do grifo como um híbrido de águia e leão, com a cabeça, asas e patas dianteiras da ave e a parte posterior do corpo e cauda leoninos. Pode ter chifres, orelhas ou uma crista ao longo do pescoço. Nos séculos VII e VI a.C. se tornara um motivo decorativo muito comum em uma vasta região, encontrado sob a forma de pintura, gravura, tapeçaria ou escultura em monumentos, templos e altares, palácios, sepulturas, habitações, vasos, espelhos, arreios, joias e outros objetos utilitários da Grécia, Levante, Cáucaso, Pérsia, Síria, sul da Rússia, Afeganistão, Cazaquistão e outras regiões asiáticas.
É difícil interpretar com precisão o significado do grifo em todas essas várias culturas, e provavelmente desempenhava funções diferentes em cada uma delas, embora algumas características tenham sido muito comuns na maioria delas. Sua forma também teve variações. Às vezes o aspecto da águia é dominante, e noutras vezes tem mais características leoninas. Parecem ter sido mais comuns as associações mágicas e religiosas, aparecendo como criaturas protetoras de ambientes sagrados e como companheiros de deuses ou heróis, também foram um emblema frequentemente carregado de atributos de poder, dignidade e majestade, sendo usado por famílias reais ou pela nobreza, ou podiam ser um identificador de certos clãs, tendo associações com a ancestralidade e tradições familiares.

## Grécia e Roma

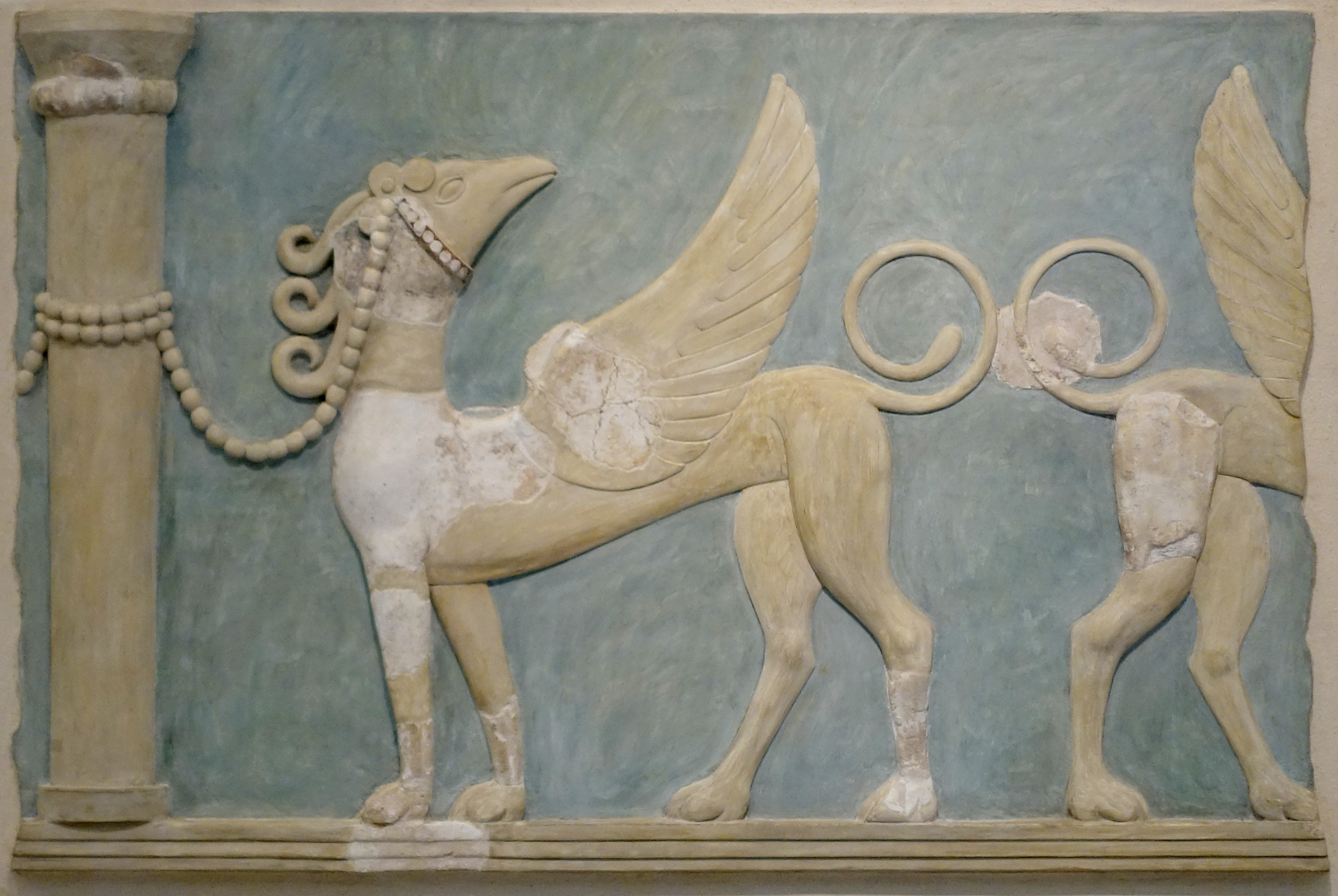
Relevo no antigo palácio de Cnossos, c. 1600–

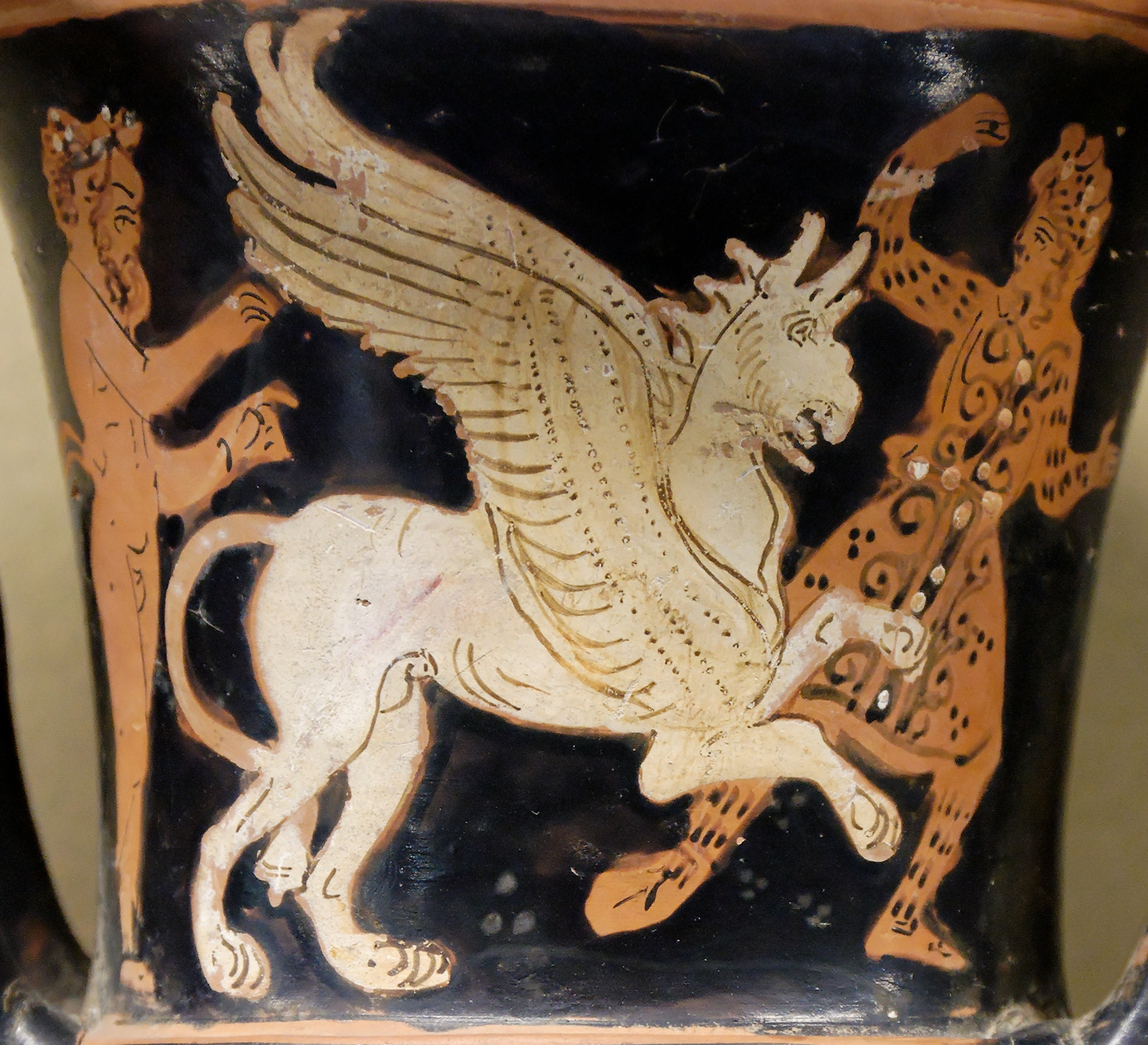
Um grifo luta com um arimaspo, detalhe de um vaso grego do século IV a.C.

O grifo está presente no imaginário grego desde as origens minoicas e micênicas da sua civilização, provavelmente introduzido através de diversas fontes da Síria, Anatólia e Egito, quando aparece com ou sem asas, geralmente tem uma crista de plumas de pavão sobre o pescoço e pode ser adornado de joias. No período arcaico geralmente é representado com um bico proeminente, orelhas pontiagudas, chifres, cabeça e asas de ave de rapina e corpo de leão.
No período clássico os chifres tendem a desaparecer e um pescoço coberto por uma crista se torna comum. Nesta época surgem as primeiras citações literárias do grifo. Na tragédia Prometeu acorrentado de Ésquilo os grifos são criaturas que devem ser temidas. Heródoto fala várias vezes dos grifos, mencionando que eram guardiãos do ouro de Plutão, defendendo-o da cobiça dos arimaspos, guerreiros de um só olho. Diz também que foram mencionados em um poema (perdido) de Aristeas de Proconeso, que foram usados como motivo decorativo pelos samianos, e que viviam em montanhas da Índia também guardando ouro, descrevendo-os como "aves de quatro patas tão grandes como lobos, suas patas e garras parecem com as do leão, as penas de seu peito são vermelhas, e as do corpo são pretas. Embora haja muito ouro nessas montanhas, é difícil obtê-lo por causa dessas aves". Os dois autores usam a palavra γρυψ (gryps) para designá-los, significando "gancho" ou "curvo", possivelmente uma referência ao seu bico curvo.
Pausânias disse que seu corpo tinha manchas como o leopardo. Filóstrato referiu que os grifos da Índia eram venerados como animais sagrados de Hélio, o Sol. Disse que tinham as patas palmadas com membranas vermelhas, sua força excedia a dos elefantes e dragões, mas eram superados pelos tigres, e embora fossem alados não eram excelentes no voo, sendo capazes apenas de voos curtos por causa da forma inadequada das suas asas.

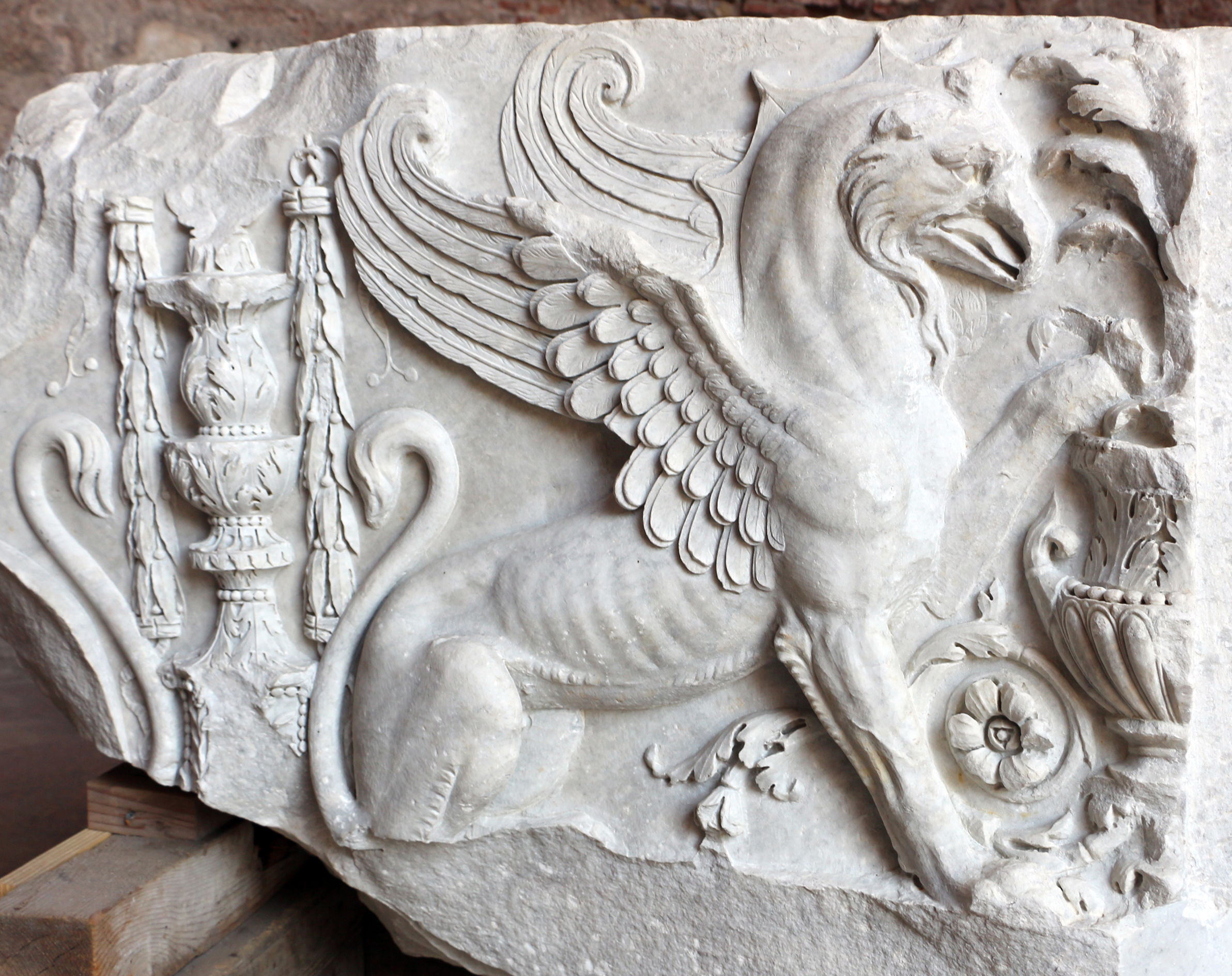
Grifo romano em relevo do Fórum de Trajano

Em Roma Cláudio Eliano os descreveu como nativos da Índia, 
"[...] quadrúpedes como um leão, têm garras de enorme força que se parecem com as do leão. Usualmente os relatos os mostram com asas, as penas de seu dorso são negras, e as da frente são vermelhas, enquanto que as asas são brancas. Clésias disse que seu pescoço é decorado com penas de um azul escuro, que seu bico é como o da águia, assim como a cabeça, da forma como os artistas os retratam na pintura e escultura. Os olhos, diz ele, são como fogo. Constrói seu ninho entre as montanhas, em embora não seja possível capturar um animal adulto, os jovens podem ser capturados. E os povos da Báctria, vizinhos dos indianos, dizem que os grifos guardam o ouro naquelas regiões, que constroem seus ninhos com ele, e que os indianos pegam todo ouro que cai dos ninhos".
No mundo clássico foram muitas vezes associados à realeza, à coragem e à proteção, também estavam ligados a ritos de passagem da vida para o mundo dos mortos, havia uma forte conexão com a luz e deuses solares como Hélio e Apolo, acreditava-se que seus ovos eram capazes de neutralizar venenos, e foram associados a outros deuses como Hera, Dioniso, Nêmesis e Ártemis, mas nem todos os autores clássicos os aceitavam como seres reais. Plínio, o Velho, assim como Estrabão, questionaram sua existência.

## Idade Média e Moderna

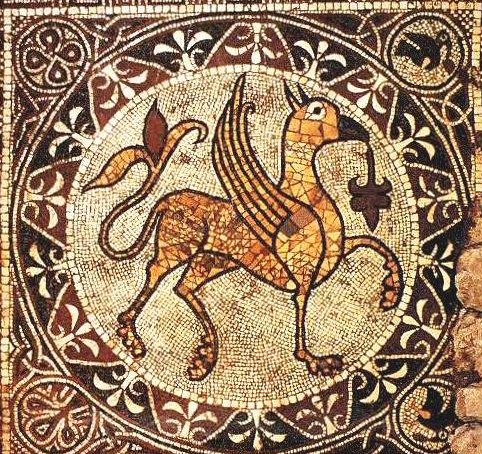
Figura de um grifo em mosaico paleocristão na Catedral de Bitondo

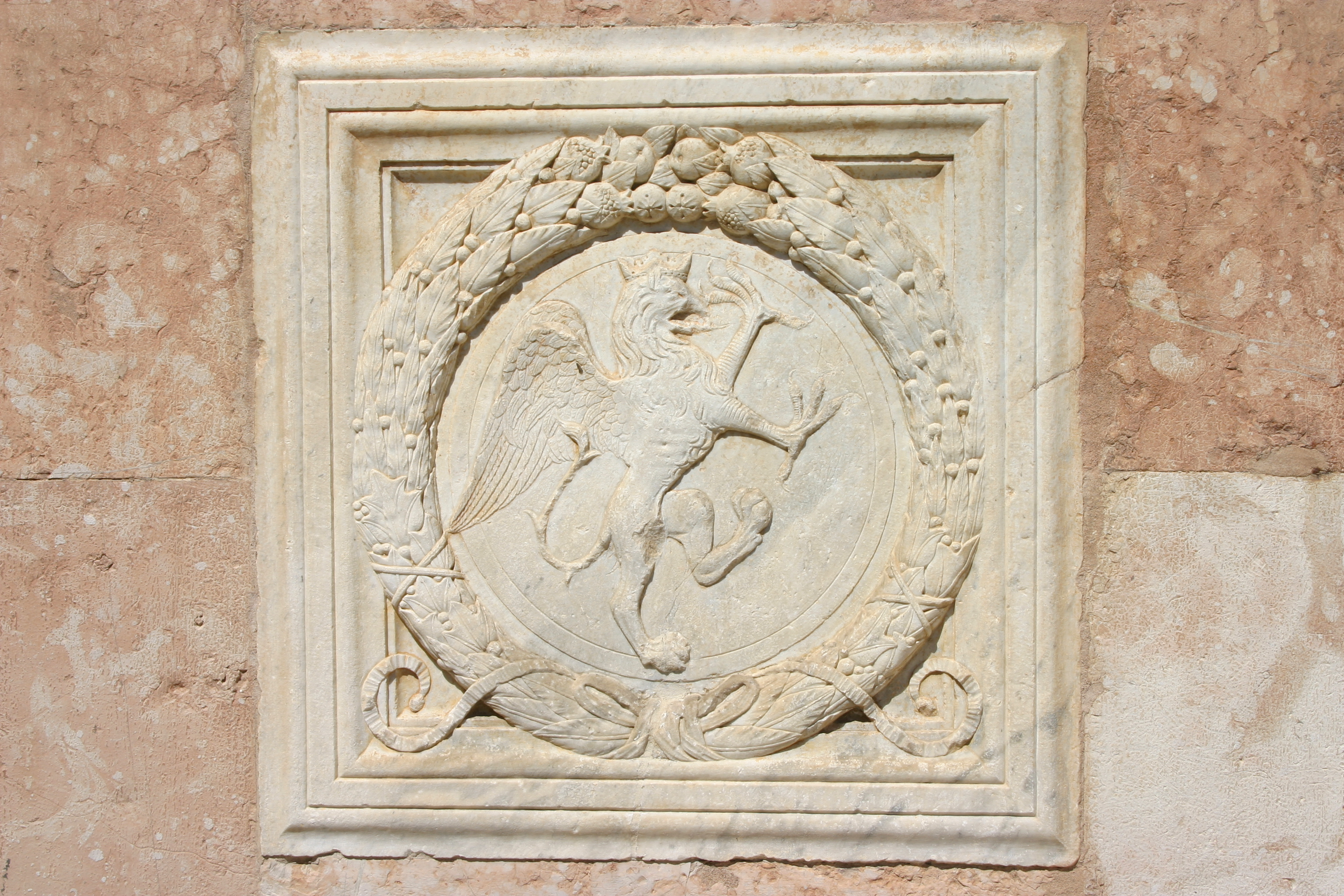
O grifo heráldico de Perúgia, adotado como símbolo da cidade, no Oratório de San Bernardino, obra de Agostino di Duccio

O grifo continuou um motivo popular nos séculos seguintes. Isidoro de Sevilha na obra Etimologias os descreveu como um animal quadrúpede com corpo de leão coberto de penas e como inimigo dos homens e cavalos. Foram representados guardando tesouros, nos bestiários medievais aparecem frequentemente predando grandes animais, e no Romance de Alexandre são os animais que carregam a biga voadora do rei, sendo impelidos por pedaços de carne colocados diante de si, como uma alegoria contra o orgulho. Na canção de gesta Huon de Bordeaux o herói é carregado por um grifo até seu ninho, onde é atacado por matar os filhotes; Huon vence as feras e leva uma garra de presente para o imperador Carlos Magno. Alberto Magno repetiu a tradição clássica de que viviam no país dos hiperbóreos, e livros de viagens que foram muito lidos, como as crônicas de Odorico de Pordenone, Johannes de Plano Carpini e John Mandeville, traziam narrativas de tais animais vivendo em países longínquos do Oriente. Mandeville, por exemplo, disse que embora tivessem corpo de leão e águia, eram maiores e mais fortes que oito leões e mais poderosos do que cem águias juntas.
Com o surgimento da heráldica o grifo foi rapidamente adotado como um símbolo de valor, força e heroísmo. A guilda dos mercadores de Perúgia mostrava um grifo em seu brasão como uma garantia do comércio seguro. Na filosofia cristã foi muitas vezes interpretado positivamente como um símbolo de coragem e poder, reunindo as melhores qualidades dos mundos celeste e terrestre, já que a águia era vista como a rainha dos animais voadores e o leão como o rei dos animais pedestres, ou como uma alegoria da natureza ao mesmo tempo humana e divina de Jesus, e é neste sentido que ele é figurado na arte cristã medieval e na Divina Comédia de Dante, onde levam a heroína Beatriz para o céu. Grifos aparecem até hoje na arte judaica como manifestações angélicas e guardiãos da Torá.
À medida que o espírito científico se desenvolveu os grifos foram sendo cada vez mais considerados elementos irreais da fantasia e do folclore. O escritor polonês Matias Michovius no século XVI duvidou da sua existência, o humanista Ulisse Aldrovandi incluiu os grifos em sua lista de criaturas fabulosas, e Thomas Browne dedicou todo um capítulo no seu livro Popular Errors (1646) para provar seu caráter puramente fictício. Os céticos geralmente os explicavam como interpretações errôneas de animais verdadeiros.
Mas embora o cientificismo avançasse abalando os fundamentos da crença, a transição foi lenta, e na Idade Moderna alguns gabinetes de curiosidades e coleções ainda conservaram fósseis, ovos de avestruz, garras, peles e chifres de animais pouco conhecidos identificando-os como partes de grifos. Eles tampouco perderam seu apelo como símbolo e como figurantes ilustres em narrativas de ficção e na arte. John Milton usou a lenda dos grifos em busca do ouro roubado pelos arimaspos como uma metáfora da incansável perseguição da humanidade pelo Diabo. O iluminista Voltaire o incluiu na novela filosófica Zadig, ou O Destino ao ironizar as superstições religiosas, e em A princesa da Babilônia dois grifos levam a princesa Formosanta em uma carruagem aérea em sua busca por Amazan.

## Diferentes formas

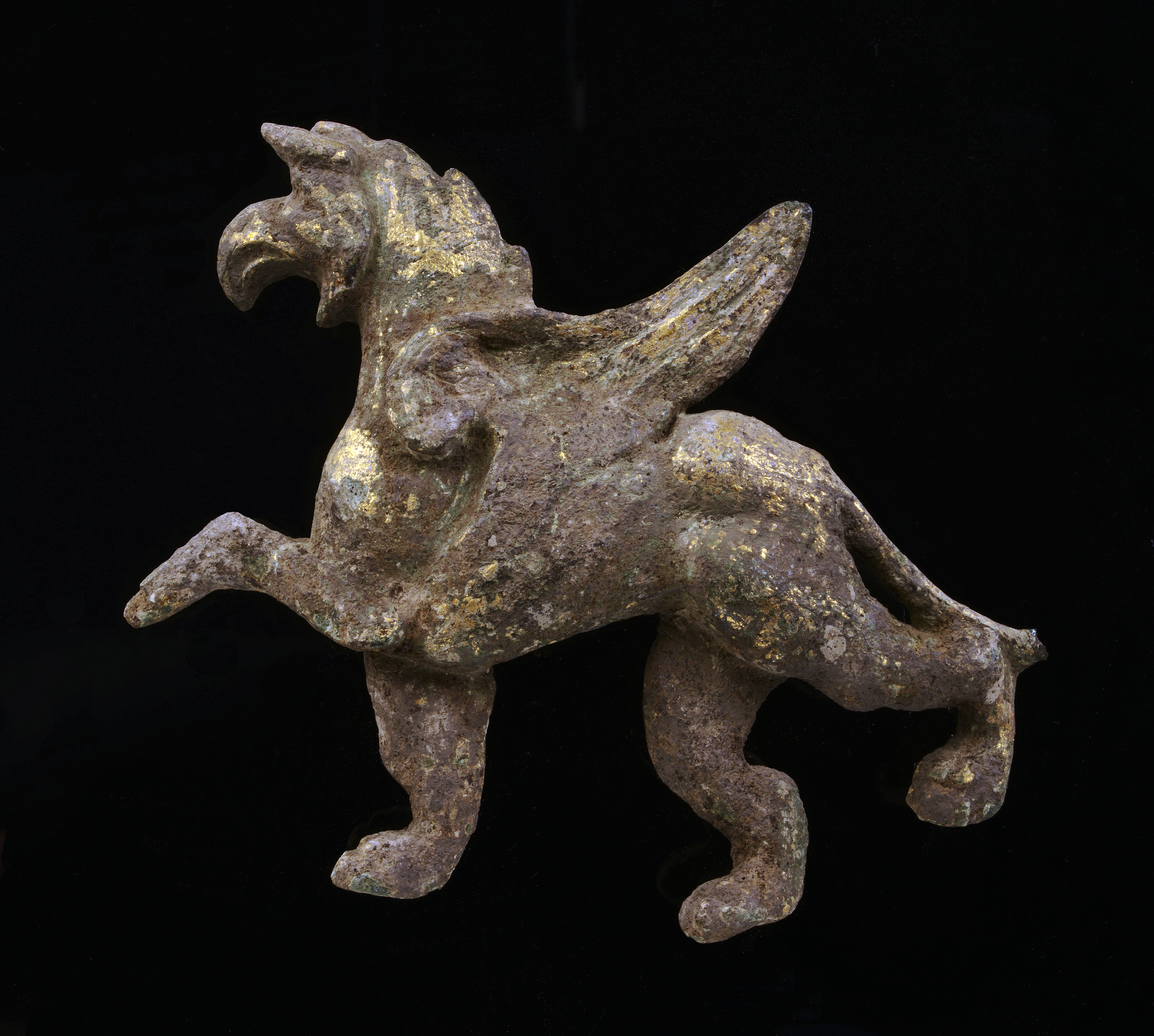
Figura de bronze de um grifo, período romano (50–270)

### Estatuetas de caldeirão
O grifo da Grécia, conforme representado nos protomos de caldeirão de bronze fundido, tem um rosto atarracado com bicos curtos  que estão abertos como se estivessem gritando, com a língua aparecendo. Há também um "top-knob" em sua cabeça ou entre as sobrancelhas. As "gavinhas" semelhantes a frondes que descem pelos pescoços dos grifos de metal serão discutidas abaixo.

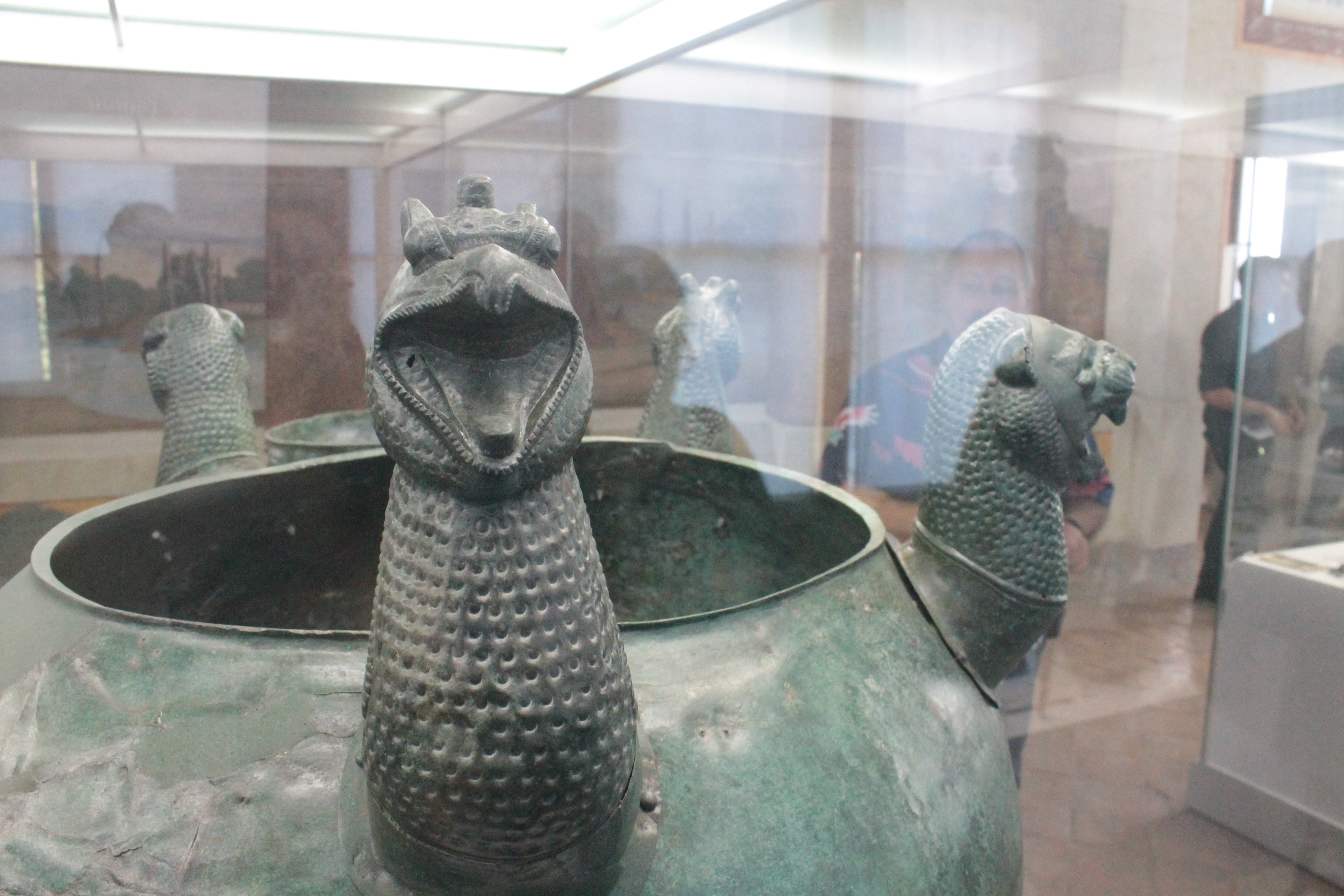
Grifos e leões no caldeirão. Etrusca.

#### Gavinhas
Também pode haver os chamados "gavinhas" ou "cadelas em espiral" enroladas representadas, presumivelmente representando cabelos / juba ou penas / cristas penduradas para baixo. Gavinhas com listras simples ou duplas pendem de ambos os lados e atrás do pescoço do grifo, esculpidas em alguns dos protomos gregos.  O motivo da gavinha surgiu no início do primeiro milênio, a.C, em várias partes do Oriente. A "espiral dupla de cabelo descendo da base da orelha" é considerada uma marca registrada da arte iraniana (uratriana). Os grifos-caldeirão etruscos (por exemplo, da Barberini tomb, figura à direita) também carregam as "tranças onduladas" que são a assinatura do trabalho uratriano. Mesmo as cristas ornamentadas nos grifos micênicos (como o afresco da Sala do Trono, figura no topo da página) podem ser um desenvolvimento dessas tranças onduladas.

#### Botão superior
Uma característica proeminente dos grifos do caldeirão é o "top-knob entre as sobrancelhas"  (aparentemente situado no topo da cabeça).
O recurso do botão superior tem origens orientais claras. Benson diz que esses apêndices eram "topetes" posteriormente renderizados como "botões" no desenvolvimento posterior do caldeirão de grifos. A ênfase de Benson é que os gregos anexaram um topete estilizado "anorgânico" ou um plugue "inorgânico" na cabeça do grifo (devido à falta de informação), enquanto, em contraste, um exemplo oriental conhecido (protomos de pedra de Nimrud ) é simples, mas mais "plausível" (naturalista), semelhante a um topete.

#### Verrugas
Um aglomerado de "verrugas" entre os olhos também é mencionado. Uma conjectura é que estes derivam das protuberâncias (sulcos) no focinho de um leão. Outra visão considera a verruga como decorrente da crista do galo esburacada em um galo ou outras aves semelhantes.

### Garras, ovos e penas

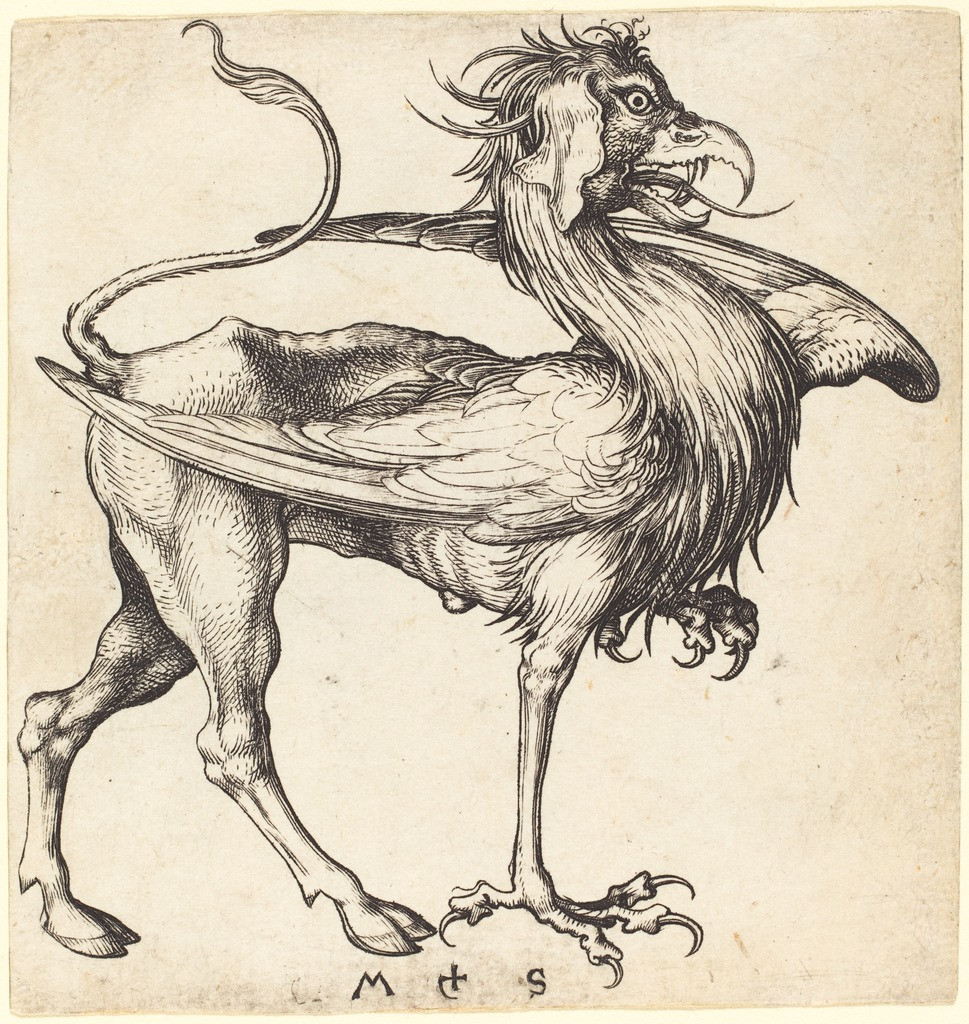
Martin Schongauer: O grifo, 15º século

As supostas garras, ovos e penas de grifos eram considerados objetos valiosos, mas na verdade derivados de animais exóticos, etc. Os ovos eram frequentemente ovos de avestruz ou, em casos raros, ovos de dinossauros fossilizados. Esses ovos foram transformados em ovos de acordo com estudiosos da heráldica.  A pena é uma peça falsificada, um objeto feito de fibra de palmeira de ráfia, com cores pintadas.
As supostas garras eram muitas vezes transformadas em copos  (e artefatos de ovos de grifos também eram usados como cálices, de acordo com estudiosos da heráldica). 
Existiam várias garras de grifos medievais, às vezes consideradas muito grandes. Diz-se que São Cuthbert obteve garras e ovos: duas garras e dois ovos foram registrados no inventário de 1383 do santuário do santo, mas as garras de dois pés que ainda permanecem em exibição foram identificadas como alpinas. chifres de íbex.
Diz-se que existe uma lenda de que a garra de um grifo foi transformada em uma xícara e dedicada a Cuthbert. De fato, as garras de grifo eram frequentemente transformadas em taças (copos para beber) na Europa medieval, e exemplos específicos podem ser dados, como o chifre de garra de grifo de Carlos Magno, anteriormente em Saint- Denis e agora alojado na Bibliothèque Nationale, é um copo feito de chifre bovino. Ornamentação adicional foi anexada a ele, como uma perna de cobre dourado para ele ficar em pé, assemelhando-se realisticamente ao pé com garras de um raptor. A Abadia de Kornelimünster, localizada na antiga capital de Carlos Magno, Aix-la-Chapelle (atual Aachen, Alemanha) também abriga um chifre de grifo do Papa Cornélio, feito de chifre de búfalo asiático.

## Cultura popular

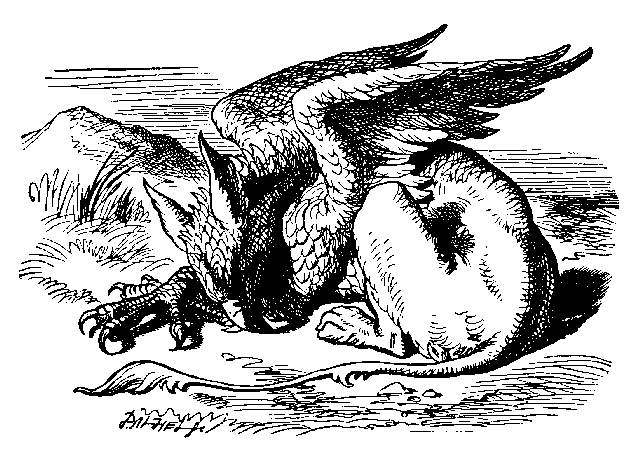
Um grifo ilustrando uma edição de Alice no país das maravilhas, de Lewis Carroll

No século XX o grifo foi amplamente assimilado pela cultura popular, aparecendo em romances e novelas, filmes, jogos,  histórias em quadrinhos e outros meios, incluindo logotipos de grandes empresas como a Saab e Vauxhall. Às vezes ele conserva uma natureza maligna, feroz e agressiva, mas na literatura e arte voltada ao público infanto-juvenil ele tende a aparecer como uma criatura benevolente e amigável, muitas vezes responsável pela proteção dos protagonistas, ou como um sábio conselheiro, ou como um ajudante fundamental para a realização de uma conquista ou um achado.
Em God of War II, jogo para PlayStation 2, Kratos monta Pégaso e enfrenta vários grifos em batalhas aéreas. Na série de tokusatsu Changeman o membro de uniforme preto é Change Grifon. Na série Harry Potter o grifo também está presente.

## Heráldica
Grifos podem ser mostrados em uma variedade de poses, mas na heráldica britânica nunca são mostrados com as asas fechadas. Grifos heráldicos usam a mesma terminologia de atitude que o leão, com a exceção de que onde um leão seria descrito como desenfreado, um grifo é descrito como segreante.
Na heráldica britânica, um grifo masculino é representado sem asas, com o corpo coberto por tufos de espinhos formidáveis, com uma presa curta saindo da testa, como a de um unicórnio. Esta distinção não é encontrada fora da heráldica britânica; mesmo dentro dela, os grifos machos são muito mais raros do que os alados, que não recebem um nome específico. É possível que o grifo macho tenha se originado como uma derivação da pantera heráldica.

### Subtipos heráldicos
O grifo-do-mar, também denominado grifo-marinho, é uma variante heráldica do grifo que possui a cabeça e as pernas da variante mais comum e os quartos traseiros de um peixe ou sereia. Os grifos do mar estão presentes nas armas de várias famílias nobres alemãs, incluindo a família Mestich da Silésia e o Baronato de Puttkamer.

O opinicus ou epimacu é outra variedade heráldica de grifo, representado com as quatro patas de um leão. Ocasionalmente, sua cauda pode ser a de um camelo ou suas asas podem estar ausentes. O opinicus raramente é usado em heráldica, mas aparece nos braços da Venerável Companhia de Barbeiros . Às vezes é sem asas.

Brasão de armas da Crimeia.
Brasão de Mecklenburg-Vorpommern com o grifo à direita
O Regimento Jaeger de Ut.
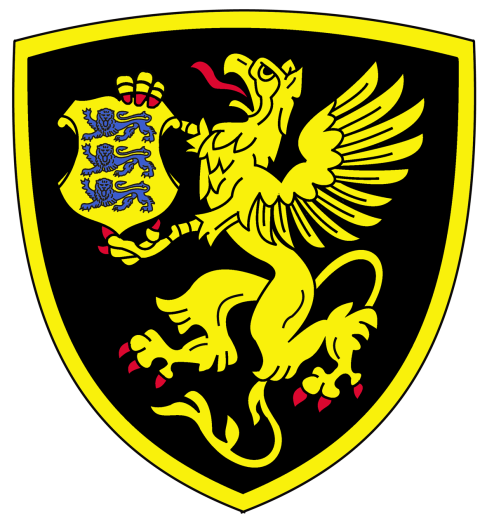
Brasão da polícia da Letônia
Brasão de armas do condado de Skåne

## Na arquitetura
O Grifo de Pisa é uma grande escultura de bronze que está em Pisa, na Itália, desde a Idade Média, embora seja de origem islâmica. É a maior escultura islâmica medieval de bronze conhecida, com mais de 3 pés de altura (42,5 polegadas, ou 1,08 m), e provavelmente foi criado no século 11 século DC em Al-Andaluz (Espanha Islâmica). Por volta de 1100, foi colocado em uma coluna no telhado da Catedral de Pisa até ser substituído por uma réplica em 1832; o original está agora no Museo dell' Opera del Duomo (Museu da Catedral), Pisa.
As estátuas que marcam a entrada da cidade de Londres às vezes são confundidas com grifos, mas na verdade são dragões (Tudor), os suportes das armas da cidade. Eles são mais facilmente distinguidos dos grifos por suas asas membranosas, em vez de emplumadas.

## Leituras adicionais
Ferrari, Anna (2002). Dizionario di mitologia greca e latina. Turim: UTET. ISBN 88-7750-754-3